# Spirits in the Sky
Spirits in the Sky är en sporadisk supergrupp ledd av Billy Corgan från The Smashing Pumpkins. Bandet samlades första gången i juli 2009 för att spela vid en minneskonsert för Sky Saxon från The Seeds. Bandet spelade tre låtar; en Seeds-cover, en cover på Norman Greenbaums "Spirit in the Sky" och en ny Smashing Pumpkins-låt betitlad "Freak". Uppsättningen bestod av Corgan (gitarr), Kerry Brown (trummor/slagverk), Mike Byrne (trummor), Kevin Dippold (gitarr/sång), Mark Tulin (basgitarr) samt Mark Weitz (keyboard).
I augusti 2009 åkte bandet på turné, den här gången med violinisten Ysanne Spevack, sångerskan Linda Strawberry och Jane's Addiction-gitarristen Dave Navarro som nya medlemmar. Dippold gick över till att spela flöjt. Bandet framförde sex shower i Kalifornien med låtar som Corgan hade skrivit till det nya Smashing Pumpkins-albumet Teargarden by Kaleidyscope samt covers på grupper som The Seeds, Pink Floyd, The Velvet Underground, Jethro Tull och Quicksilver Messenger Service.